# 코우사카 아츠시
코우사카 아츠시(일본어: 髙坂篤志, 1985년 2월 22일 ~ )는 나라현 출신의 일본의 성우이다. AIR AGENCY에 속해 있다.